# ペドロ・オビアング
ペドロ・オビアング（Pedro Mba Obiang Avomo, 1992年3月27日 - ）は、スペイン王国マドリード州アルカラ・デ・エナーレス出身のサッカー選手。両親は赤道ギニアからの移民。スペインではペリコ（Perico）の名で知られている。セリエAのUSサッスオーロ・カルチョ所属。ポジションはMF。赤道ギニア代表。

## 経歴

### クラブ
アトレティコ・マドリードの下部組織に所属していた2008年、16歳でイタリアのUCサンプドリアへ移籍。ユース所属ながら、1年目からトップチームでベンチ入りなどを経験し、2010年9月に18歳でセリエAデビュー。同時にチームと5年契約を結んだ。
2015年6月10日、ウェストハム・ユナイテッドFCへ移籍した。
2019年7月24日、USサッスオーロ・カルチョと契約した。

### 代表
出身のスペインのほか、両親の母国赤道ギニアにパスポートも持ち、両国の代表資格を有する。アンダー世代では、スペイン代表としてプレーしていたが、フル代表に招集されるまでには至らず、2018年に赤道ギニア代表でプレーすることを決意した。

## 所属クラブ
- UCサンプドリア 2010-2015
- ウェストハム・ユナイテッドFC 2015-2019
- USサッスオーロ・カルチョ 2019-